# Jay McGraw
Jay Phillip McGraw (Wichita County, Texas, 12 september 1979) is een Amerikaans tv-regisseur en schrijver van zelfhulpboeken. McGraw  is de zoon van Phil McGraw (beter bekend als Dr. Phil) en Robin McGraw. Hij is getrouwd met Playboymodel Erica Dahm.

## Boeken
- Closing The Gap: A Strategy for Bringing Parents and Teens Together (2001) ISBN 0-7432-2469-8
- Life Strategies For Teens (2000) ISBN 0-7432-1546-X
- Life Strategies For Teens Workbook
- Daily Life Strategies for Teens (2001) ISBN 0-7432-2471-X
- The Ultimate Weight Solution for Teens (2003) ISBN 0-7432-5747-2